# محمد جميل عشا
محمد جميل عبد القادر عشا هو طبيب أردني وأحد المتهمين في تفجيرات لندن وجلاسكو 2007، أردني ولد في السعودية بمدينة عرعر في 16 أيلول 1980 ودرس في مدارسها وكان متفوقا في هذه المرحلة الأساسية وعندما رجع والداه إلى الأردن في 1991 اكمل دراسته في مدرسة ابن زهر الأساسية في عمان منطقة جبل الزهور ملتحقا في الصف السادس الأساسي واستمر فيها حتى الصف الثامن وقد كرم في هذه الفترة عدة مرات وذلك لتفوقة العلمي والأكاديمي.

## دراسته المدرسية والتحاقة باليوبيل
ومن ثم اجتاز امتحانات القبول لمدرسة اليوبيل مؤسسة نور الحسين آنذاك (حيث أنها مدرسة للموهوبين والمتفوقين اسسها الملك الحسين بن طلال وزوجته الملك نور الحسين) وتميز أثناء دراسته في هذه المدرسسة وفاز بعدة مسابقات أدبية وشعرية وشارك في الجيش الشعبي وجائزة الحسن للشباب في العام 1997 وبعدها بعام تقدم لامتحانات الثانوية العامة وحصد المركز الثامن على مستوى المملكة بمعدل 97.9 لذلك فقد قدمت له وزارة التعليم العالي في الأردن منحة لدراسة الطب البشري في الجامعة الأردنية.

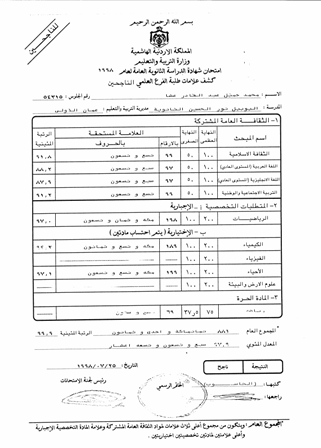
كشف علامات الثانوية العامة للدكتور محمد عشا
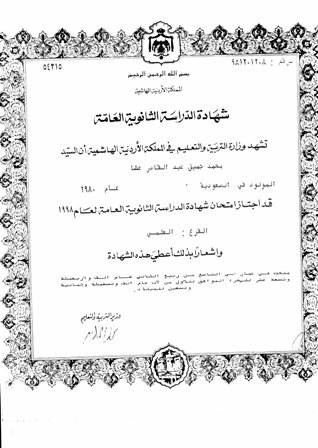
شهادة الثانوية العامة
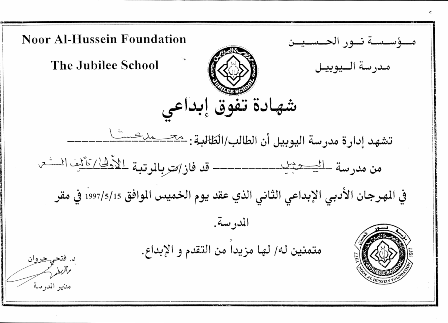
شهادة تقدير لفوزه بالجائوة الأولى في المهرجان الابداعي - شعر
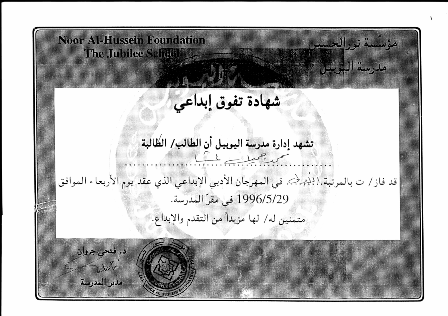
شهادة تقدير لفوزه بالجائوة الأولى في الشعر
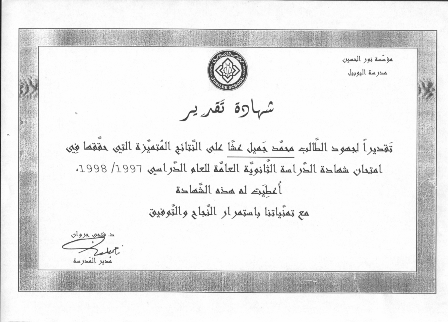
شهادة تقدير لتحصيلة المرتبة الثامنة على المملكة في الثانوية
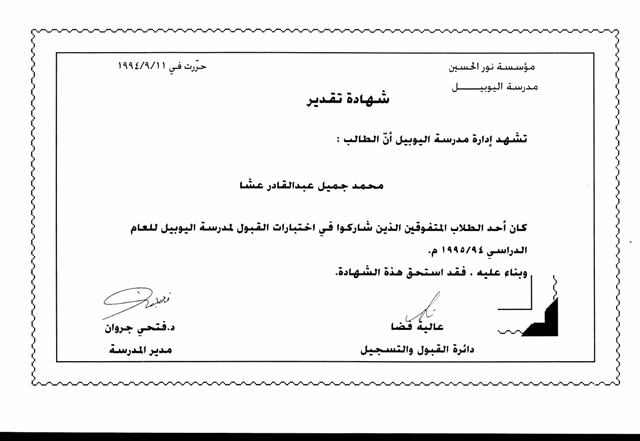
شهادة تفوقة في اختبارات القبول للمدرسة
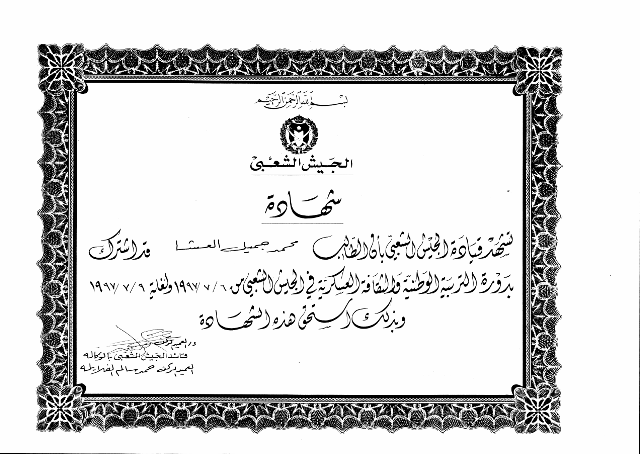
شهادة اشتراكة في دورة الجيش الشعبي
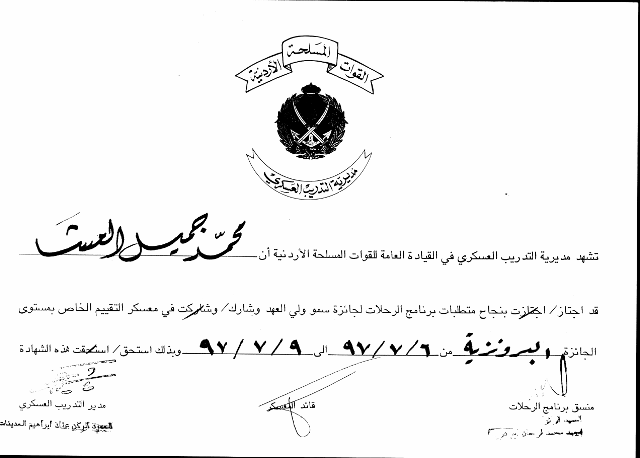
شهادة اشتراكة في الجائزة البرونزية جائزة الحسن للشباب (السابلة)

## دراسته الجامعي
وبالفعل التحق فيها وتميز فاحبة زملائة ومعلمية وأساتذته ودكاترته في المدارس والجامعة وكان دائما يتميز ويتفوق في دراسته فهو الأول على كلية الطب في الفترة 1998 -2004 وكان طموحة الأكبر والحلم الذي سعى لاجله هو دراسة جراحة الاعصاب في بريطانيا وكان اختياره لبريطانيا لما لها من سمعة طيبة في العلم والتقدم وفي معاملة الجنسيات الأخرى والمسلمين والحرية والديمقراطية.
وبالفعل تحقق جزء من حلمه المنشود بان تم قبوله فترة تدريبية في جامعة كامبردج ومستشفى ادنبرة لمدة شهرين وذهب إلى هنالك في عام 2003 وتخرج من الجامعة الأردنية في حزيران عام 2004 م. إذ كان ترتيبه الأول على كلية الطب، ومرتبة الشرف الأولى على الجامعة الأردنية وبدرجة 3,87/4 وجاء حصوله على هذه الدرجة... بعد دراسة مضنية استنفذت كل وقته، ومثابرة شهد لها القاصي والداني... (هذا ما أكده الدكتور.عزمي محافظة على قناة الجزيرة في 3/7/2007 م تعليقاً على خبر اعتقال الدكتور محمد عشا، حيث قال:
ستأخذ الدراسة كل وقت الطالب للحصول فقط على النجاح في الطب... فكيف بالذي يسعى إلى التفوق في هذا التخصص الصعب مثل الدكتور محمد عشا.
وهو أيضا ما اضافه استاذه في الجامعة الأردنية د. محمد هشام المحتسب رئيس قسم التشريح وعلم الأنسجة، الذي صرح للعرب اليوم(صحيفة أردنية) في 4/7/2007 بأن الطالب (والطبيب ألان) محمد عشا من الطلبة الذين ليس لديهم ميول سياسية وقد كان يتردد على مكتبي كثيراً أثناء دراسته، ولم ألاحظ عليه أي تعصب فكري أو تطرف بل على العكس كان مثابراً جداً على دراسته أكثر من الطلبة الآخرين".
ومن ثم قدم مجموعة من الامتحانات لمتابعة تحقيق حلمة بإكمال دراسته في بريطانيا وكان اخرها 3 في العام 2004 حيث تقدم لاولها في المركز الثقافي البريطاني الموجود في عمان... والثاني تقدم إليه في المركز البريطاني الموجود في مصر، حيث صادف موعد زواجه من مروى يونس دعنا... والتي رافقته إلى هناك... وكان موعده الأخير مع امتحان القبول الثالث الذي قدمه في الجامعة في بريطانيا... فأبدى تفوقاً في مراحل القبول ثم التحق بالجامعة.
وفي عام 2007 م تحقق جزءٌ من هدفه المنشود بحصوله على الماجستير في جراحة الأعصاب بامتياز وقدم ثلاثة بحوث علمية متميزة في أيار عام 2007 م في مؤتمر جراحي الدماغ والأعصاب وتم تكريمه على اثر ذلك لجهوده المتميزة فيما نشر الخبر في الصحف البريطانية التي تنبأت له بمستقبل باهر... على اثر ذلك حصل على مقعد الاختصاص لجراحة الدماغ والأعصاب الذي نافسه عليه ما يزيد عن 1200 طبيباً من مختلف الجنسيات... فتفوق عليهم.

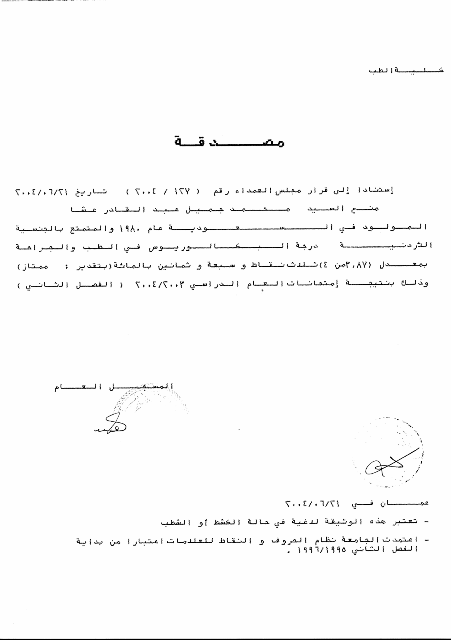
مصدقة الجامعة توضح ان معدله 3.87 من 4
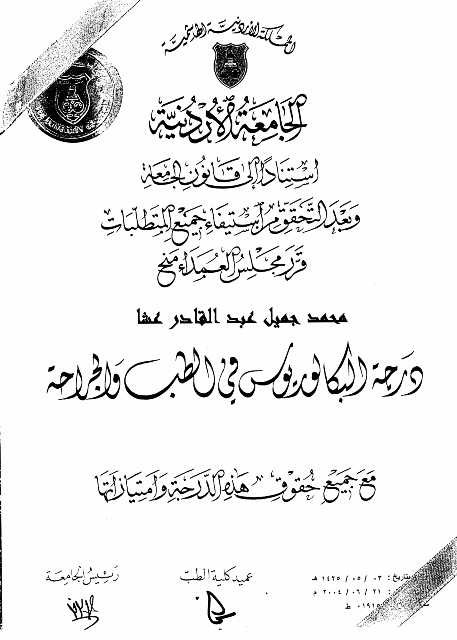
درجة البكالوري في الطب والجراحة
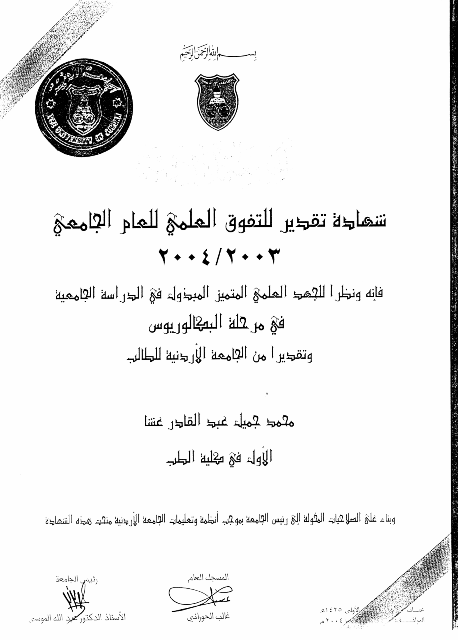
شهادة تقدير للتفوق العلمي للاول في كلية الطب
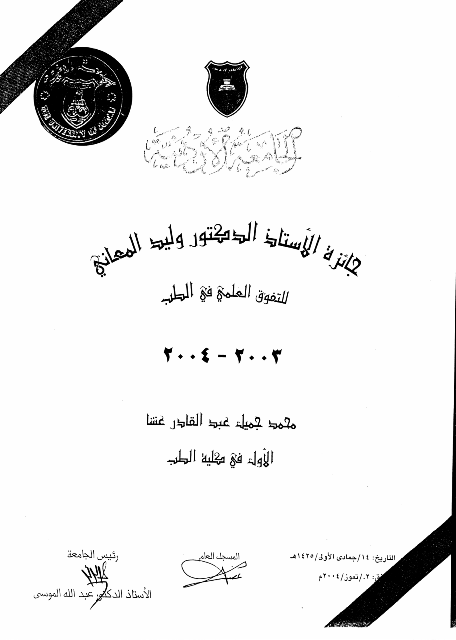
جائوة الدكتور وليد معاني للاول في الجامعة الأردنية

## اتهامه
كان على هذا الطبيب الفذ أن يستريح قليلاً كي يتابع المسيرة، فتقدم بطلب إجازة رسمية مدفوعة الأجر من 12/7/2007 – 1/8 وألحقها بأخرى دون راتب حتى 12/8 حيث كان سيقضي إجازته في ربوع الوطن بين أهله وإخوانه، فحجز تذكرتين ذهاباً وإياباً له ولعائلته، حيث كان سيعود بعد الإجازة لاستلام وظيفته الجديدة في إحدى المستشفيات البريطانية، وكان آخر اتصال له بأهله في 28/6 حيث تشاور مع الأهل بخصوص طلباتهم بشأن الهدايا التي سيشتريها لهم... وكان الموعد المشؤوم مع الحدث الذي أخَّر لقائه بأهله الذين صدموا لذلك حيث تم اعتقاله وزوجته السيدة مروى يونس دعنا، وطفلهما أنس البالغ من العمر العام والنصف في 30/6/2007 في الشارع السريع (6m) بينما كانا في طريق عودتهما إلى المنزل..وذلك على خلفية حادث مطار(غلاسكو) في (أسكتلندا). سمعوا بخبر اعتقاله من قبل السلطات البريطانية مصادفة، عبر قناة العربية يوم الاثنين الموافق 2/7/2007 م... ونظراً لعدم انسجام الأسباب التي أدت إلى ذلك مع مبادئ الدكتور محمد، فقد أخذَهم الالتباسُ إلى الاعتقاد بأن في الأمر تشابه للأسماء... لولا التفاصيل التي وردت فيما بعد تحمل في طياتها صوراً للمعتقل عبر محطات التلفزة العالمية والعربية حيث تأكد لهم الخبر المشؤوم.
وفي 12/7/2007 تم الإفراج عن زوجته مروى دون توجيه الاتهام لها وبعدها بيومين قاموا بتسليمها ابنها انس ذو العام والنصف بعد أن وضعوه في إحدى دور الرعاية الاجتماعية.
وفي 19/7/2007 وجهت الشرطة البريطانية إلى الطبيب الأردني محمد العشا (26 عاما) يوم الخميس تهمة «التآمر لاحداث تفجيرات».
ومنذ ذلك الحين والعشا محتجز ينتظر موعد المحاكمة إلى أن بدأ محاكمته في الجمعة 4/10/2008 أي بعد حوالي عام و3 أشهر
17/12/2008 القضاء البريطاني يؤكد براءة الدكتور محمد جميل عشا

## عائلته
هو من عائلة ميسورة تضم:
- والده عمل معلما ومن ثم مديرا لمدرسة ثانوية في السعودية.
- والدته فوزية سلامة عشا عملت معلمة ومن ثم مديرة مدرسة ومن ثم مديرة محو الامية في السعودية وكمعلمة عندما عادت إلى الأردن.
- له من الاخوة الذكور 5 هو الثانيفي الذكور والثالث في اخوته كلهم وهم:

1. أحمد جميل عشا طبيب يعمل في الأردن في عيادته الخاصة
2. محمد جميل عشا نفسه
3. عادل جميل عشا مهندس يعمل في السعودية من عام 2006 بتأشيرة زيارة.
4. عبد القادر جميل عشا يدرس الطب في الأردن جامعة مؤتة
5. عبد الله جميل عشا يدرس الطب في مصر جامعة عين شمس (منحة على نفقة الحكومة الأردنية لتحصيله العلمي المتميز)
6. محمود جميل عشا يدرس في مصر في جامعة مصر للعلوم والتكنولوجيا (جامعة خاصة) تخصص هندسة اتصالات.

- وله من الإناث اختين كلاهما متزوجتين.

## البوم صوره مع الملك حسين والملكة نور
لتفوقه وتكريمه عدة مرات فقد تم تكريمه من قبل كلا من الملك الحسين والملكة نور

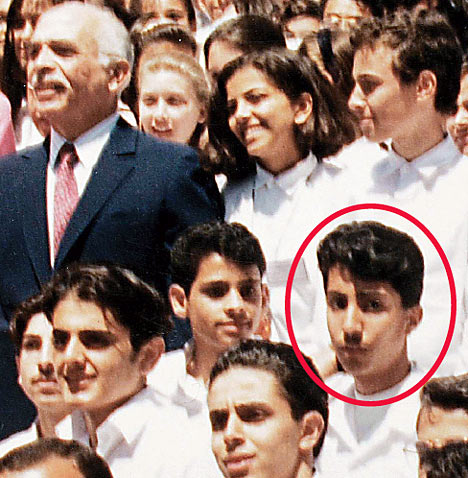
أثناء تكريمه لحصوله على المرتبة الثامنة على الأردن في الثانوية العامة
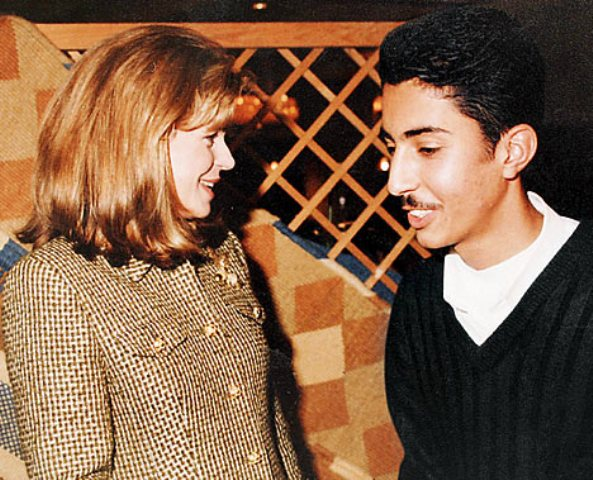
أثناء تكريمه لتفوقه العلمي والأكاديمي والأدبي